# Wendlandia burkillii
Wendlandia burkillii är en måreväxtart som beskrevs av John Macqueen Cowan. Wendlandia burkillii ingår i släktet Wendlandia och familjen måreväxter. Inga underarter finns listade i Catalogue of Life.